# Małpioszczurek
Małpioszczurek (Pithecheir) – rodzaj ssaków z podrodziny myszy (Murinae) w obrębie rodziny myszowatych (Muridae).

## Rozmieszczenie geograficzne
Rodzaj obejmuje gatunki występujące na Jawie i w Malezji.

## Morfologia
Długość ciała (bez ogona) 122–180 mm, długość ogona 157–215 mm, długość ucha 13–19 mm, długość tylnej stopy 25–32 mm; masa ciała 49–164 g.

## Systematyka
Rodzaj zdefiniował w 1840 roku francuski zoolog René Lesson w książce swojego autorstwa o tytule Gatunki ssaków dwunożnych i czworonożnych. Gatunkiem typowym jest (oznaczenie monotypowe) małpioszczurek jawajski (P. melanurus).

### Etymologia
Pithecheir (Pithechir, Pithecochirus, Pithechirus, Pitechirus): gr. πιθηκος pithēkos ‘małpa’; χειρ kheir, χειρος kheiros ‘dłoń’.

### Podział systematyczny
Do rodzaju należą następujące gatunki:
| Grafika | Gatunek              | Autor i rok opisu | Nazwa zwyczajowa        | Podgatunki         | Rozmieszczenie geograficzne                                                                      | Podstawowe wymiary                            | Status IUCN |
| ------- | -------------------- | ----------------- | ----------------------- | ------------------ | ------------------------------------------------------------------------------------------------ | --------------------------------------------- | ----------- |
|         | Pithecheir parva     | Kloss, 1916       | małpioszczurek malajski | gatunek monotypowy | endemit Malezji: nizinne lasy deszczowe w półwyspowej części; zakres wysokości: do 1200 m n.p.m. | DC: 12,2–18 cm DO: 15,7–22 cm MC: 49–146 g    | DD          |
|         | Pithecheir melanurus | Lesson, 1840      | małpioszczurek jawajski | gatunek monotypowy | endemit Indonezji: zachodnia Jawa; zakres wysokości: do 1200 m n.p.m.                            | DC: 15,9–17,6 cm DO: 19–21 cm MC: brak danych | VU          |

Kategorie IUCN:  VU  – gatunek narażony,  DD  – gatunki o nieokreślonym stopniu zagrożenia.
Opisano również gatunek wymarły z plejstocenu dzisiejszej Indonezji:
- Pithecheir peninsularis Chaimanee, 1998